# Mílatos (Lassíthi)
Mílatos, en grec moderne : Μίλατος, est un village du dème d'Ágios Nikólaos, dans le district régional de Lassíthi de la Crète, en Grèce. Selon le recensement de 2011, la population de Mílatos compte 178 habitants. 
Le village est connu pour sa grotte (el). Lors de la révolte crétoise contre l'Empire ottoman, de 1823, deux mille femmes et enfants se sont cachés dans la grotte. L'armée turco-égyptienne découvre la grotte avec les femmes et les enfants, et y commet un massacre. Les survivants sont vendus comme esclaves.

## Recensements de la population
| Recensements | 1900 | 1920 | 1928 | 1940 | 1951 | 1961 | 1971 | 1981 | 1991 | 2001 | 2011 |
| ------------ | ---- | ---- | ---- | ---- | ---- | ---- | ---- | ---- | ---- | ---- | ---- |
| Population   | 475  | 504  | 506  | 517  | 466  | 438  | 329  | 278  |      | 208  | 178  |

## Source de la traduction
- (el) Cet article est partiellement ou en totalité issu de l’article de Wikipédia en grec moderne intitulé « Μίλατος Λασιθίου » (voir la liste des auteurs).